# Libro da colorare

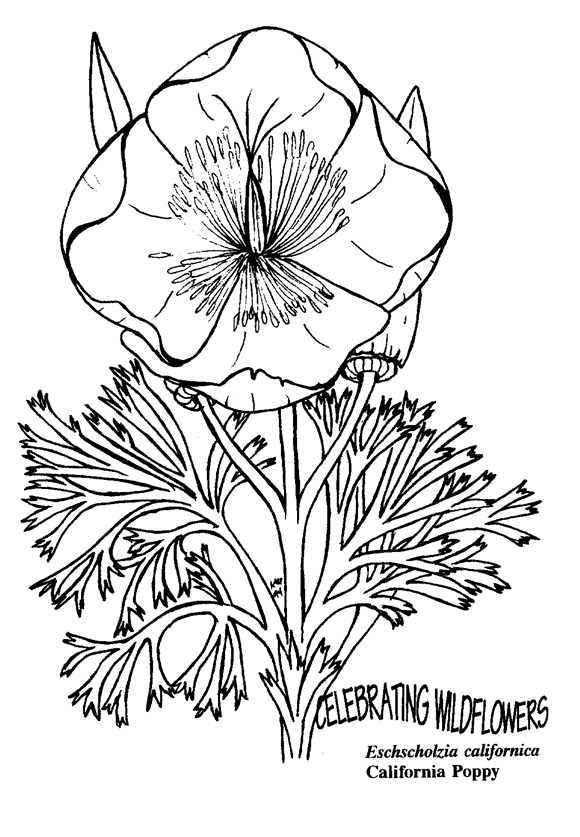
"Eschscholzia californica", un tipico libro da colorare

I libri da colorare sono dei libri che presentano immagini da colorare con matite, vernici o pennarelli, o altri mezzi. Tutti i margini delle immagini sono già stampati nel libro, ma l'intera immagine, normalmente stampata in nero, è senza colore. Questo tipo di immagini si può incontrare anche all'interno di altri tipi di pubblicazioni, principalmente per bambini.

## Storia
Le prime pubblicazioni di questo tipo sono apparse nel 1880 negli Stati Uniti, con il nome The Little Folks Painting Book dall’azienda McLoughlin Brothers Company. Nel 1907 l’autore Richard F. Outcault pubblicò il suo primo libro: Buster’s Paint Book, con i fumetti con cui finire la colorazione. Da quel momento i libri da colorare hanno iniziato a guadagnare popolarità.
Negli anni ‘60 del secolo scorso è arrivata "l’età d’oro" dei libri da colorare e sono diventati un prodotto molto popolare nei negozi per bambini. Vi si poteva incontrare ogni tipo di immagine e soggetto, come oggetti della vita quotidiana o supereroi e personaggi dei fumetti.
Dagli anni ‘80, diversi editori hanno pubblicato libri da colorare, a scopo educativo, per adulti, destinati allo studio di soggetti quali l'anatomia e la fisiologia, dove la codifica a colori e schemi dettagliati sono usati come un aiuto alla formazione. Gli esempi includono The Anatomy Coloring Book e la successiva serie di libri di Wynn Kapit e Lawrence Elson, della casa editrice HarperCollins (gli anni ‘90) e Benjamin Cummings (gli anni 2000).

## Proprietà utili
Movimenti monotoni con la matita o pennello rilassano. La possibilità di scegliere indipendentemente i colori e presentare gli effetti in una varietà di colori sviluppano la creatività. Il processo di creazione degli immagini a colori è molto semplice, perciò adesso (al 2016) i libri da colorare sono molto popolari non soltanto tra i bambini ma anche tra gli adulti. La colorazione aiuta bambini a prendere dimestichezza con i colori, le forme e conoscere meglio il mondo circostante.

## Libri da colorare per adulti
A partire dal 2015 i libri da colorare per gli adulti hanno cominciato a guadagnare popolarità, per esempio, nel mese di aprile di quest'anno due libri da colorare presero le prime posizioni nelle vendite su Amazon.
I libri da colorare per gli adulti sono disponibili in forma stampata, in album, in libri, in, quaderni e diari. Sono disponibili anche in forma digitale. È possibile non solo scaricare e stamparli, ma pure colorarle direttamente in un ambiente elettronico utilizzando vari strumenti grafici progettati per questo scopo. Il blogger per il Washington Post Dominic Bulsuto ha suggerito che la tendenza di diffondere le colorazioni per gli adulti in forma digitale facilita la popolarità del genere, notando che la natura relativamente anonima del processo dà alle persone la sensazione più sicura e di non sentire tale imbarazzo, come quando si acquista nella vita reale.